# 神武庸四郎
神武 庸四郎（かみたけ ようしろう、1948年 - ）は、日本の経済学者・歴史学者。一橋大学特任教授。専門は経済史。

## 経歴
東京都生まれ。1971年横浜国立大学経済学部卒業。1976年一橋大学大学院経済学研究科博士課程満期退学。指導教官は浜林正夫。一橋大学経済学部講師、1980年助教授、1988年教授、経済学研究科教授、2011年特任教授。1993年「銀行と帝国 - イギリス「銀行統合運動」史の研究」で一橋大学経済学博士。

## 著書
- 『イギリス金融史研究』、御茶の水書房、1979年
- 『経済思想とナショナリズム 歴史的概観』、青木書店、1991年
- 『レジナルド・マッケナの経済思想』、一橋大学社会科学古典資料センター、1991年
- 『銀行と帝国 イギリス「銀行統合運動」史の研究』、青木書店、1992年
- 『パーリアの楔 世界史の構造理論』、有斐閣、1994年
- 『経済学の構造 一つのメタエコノミーク』、未来社、1996年
- 『経済史入門 システム論からのアプローチ』、有斐閣、2006年

## 共編著
- 『社会的異端者の系譜 イギリス史上の人々』、浜林正夫共編、三省堂、1989年
- 『西洋経済史』、萩原伸次郎共著、有斐閣、1989年